# بيروتان

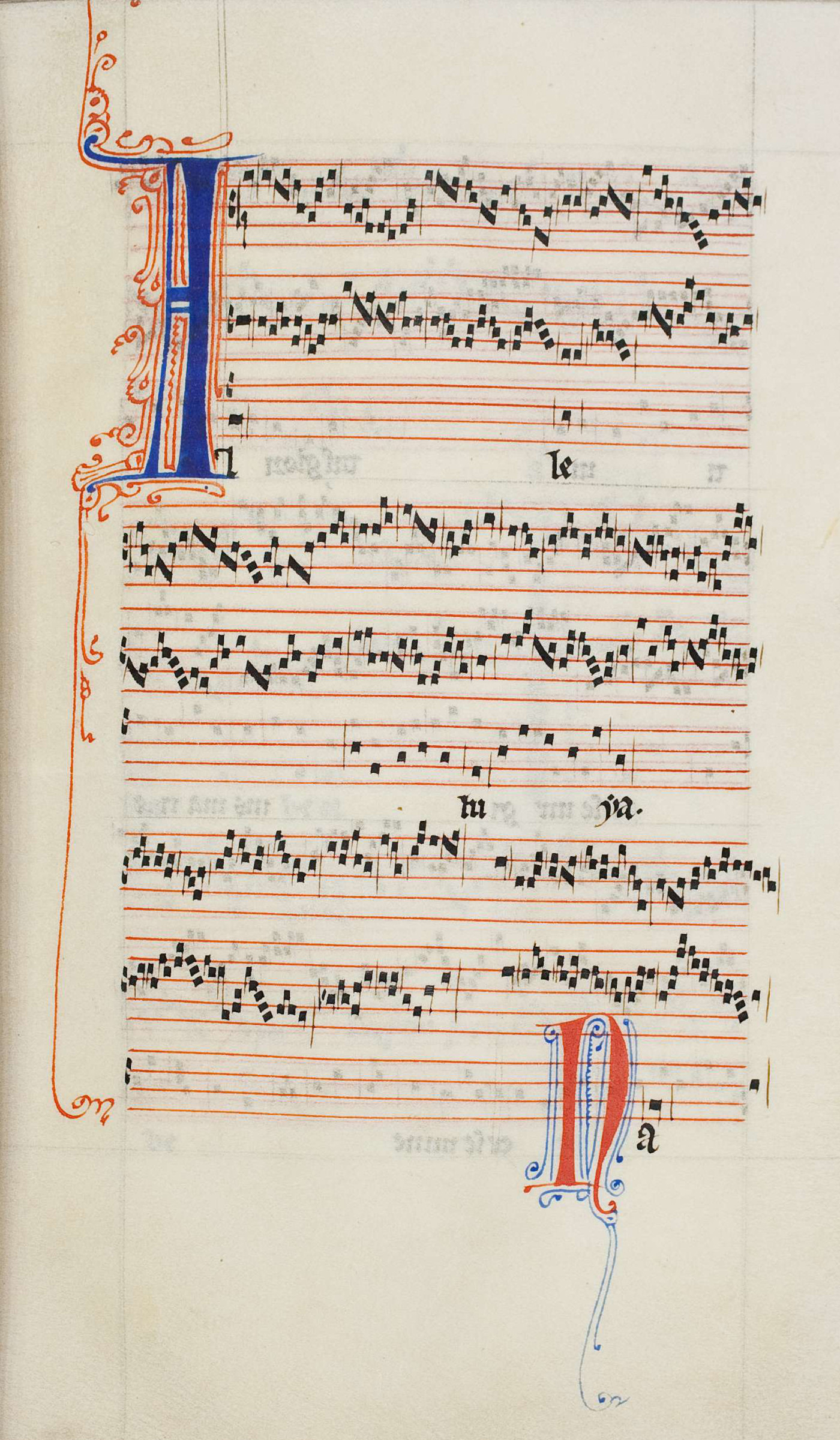
صفحة من عمل بيروتان بعنوان Alleluia nativitas

بيروتان (بالفرنسية Pérotin (نحو 1200)، أيضا يعرف باسم بيروتان العظيم Perotin the Great)
مؤلف موسيقي أوروبي، يعتقد أنه فرنسي، عاش نحو نهاية القرن ال12 وبداية القرن ال13. يعد أشهر عضو في مدرسة نوتردام للبوليفونية وأسلوب الفن القديم.
ذكر اسم بيروتان في اواخر القرن ال13 كالمؤلف الذي حرر وحسن في الكتاب العظيم لليونين، وهو كتاب الموسيقى في نوتردام. ويرجح أنه عمل مع الشاعر فيليب المستشار، الذي لحن نصوصه في أعمال مثل Beata viscera وقد يكون ألف أعمال في صيغة الموتيت، لكن لا نعرف عنه الكثير. مع ذلك كان بيروتان رائد: فألحانه للأربعة أصوات للنصوص اللاتينية تضم بعض اللمسات الحديثة.

## حياته
تفاصيل حياة بيروتان يكتنفها الغموض - لكن من المؤكد أنه أحد أعظم اثنين (المؤلف الآخر هو ليونين) من مدرسة نوتردام الموسيقية، وهي عبارة عن مجموعة هامة من المؤلفين والمطربين يعلمون برعاية كاتدرائية نوتردام في باريس خلال القرن الثاني عشر. وقد يكون شغل منصبا دينيا في الكاتدرائية أيضا. وتعنى أحد أنشطة هذه المدرسة بتطوير المقطوعات الموسيقية التي تستخدم الهارموني - أي إحدى صور البوليفونية المبكرة. وفاقت موسيقى بيروتان في جمالها وتعقيدها الأساليب البوليفونية الأساسية التي كانت سائدة في عصره.
وقد جمع مؤلف سابق في مدرسة نوتردام وهو ليونين مجموعة كبيرة من الأعمال الموسيقية البوليفونية التي تحتفل بكل أيام العيد الأساسية للسنة الكنسية، يعرف باسم «كتاب الأورجانوم العظيم». أضاف بيروتان للمجموعة وطورها وأجرى تحسين على التدوين الموسيقي. وعلى حد علمنا، لم يبتكر ألحانا أصلية بنفسه، بدلا من ذلك طور الموسيقى التي وجدها في متناول يده مثل أعمال ليونين وآخرين. كتب ليونين أعمال لصوتين كما كان التقليد وقتها. وتضمن أعمال بيروتان ثلاثة وأربعة أصوات. وحقق الشهرة بسبب قدرته على نسج الأصوات المتعددة لابتكار أعمال جميلة. ويبدو أن المساحة الشاسعة والصدى في الكاتدرائية القوطية ضخم صوت الأغاني البسيطة المبهرة.

## أفضل أعماله
اثنتان من المقطوعات التي نوصى بسماعها مكتوبة لأربعة أصوات. خطوط بيروتان الميلودية ثرية ومزخرفة واستغلت إمكانيات الصوت البشري بتوسع. قد يكون المطرب حمل النغمات الطويلة للغناء البسيط الأساسي (التينور) الذي شكل جزء من هذه الأعمال أو قد تعزف على آلة الأرغن، وتغني الأصوات العليا نغمات أقصر في عدد من الإيقاعت المبتكرة. تدوم كلتا المقطوعتين لنفس مدة السيمفونية أو الكونشرتو. وهكذا تلك المقطوعات تعد أعمال مذهلة في عصرها وتمثل إنجاز بيروتان وهي ابتكار طرق جديدة للتعبير عن لغة الموسيقى.

## وصلات خارجية
- بيروتان على موقع الموسوعة البريطانية (الإنجليزية)
- بيروتان على موقع ميوزك برينز (الإنجليزية)
- بيروتان على موقع أول ميوزيك (الإنجليزية)
- بيروتان على موقع ديسكوغز (الإنجليزية)
- بيروتان على موقع ديسكوغز (الإنجليزية)

1. ↑  Eyewitness Companions: Classical Music ISBN 1405306106
2. 1 2 3  Classical Music by John Stanley